# Albert Savine
Jean-Louis Albert Savine (Aigues-Mortes, 20 de abril de 1859-París, 6 de junio de 1927) fue un hombre de letras, hispanista, catalanista, editor y traductor francés.

## Biografía
Se formó como jurista en Montpellier, pero prosiguió sus estudios en París con la efímera ambición de concurrir a la École des Chartes. Su vocación de hombre de letras se asentó muy pronto, desde que colaboró en el Midi littéraire en 1883, en el Feu Follet y en otras revistas regionalistas provenzales. Estas colaboraciones le permitieron aguzar su sentido de la crítica y de la escritura al lado del gran poeta provenzal Frédéric Mistral. Hispanista, Savine tradujo en 1884 La Atlántida de Jacinto Verdaguer del catalán. Fue comendador de la Orden de Isabel la Católica y miembro correspondiente de la Real Academia y de la de Buenas Letras de Barcelona. Hacia 1882 obtuvo el cargo de lector de la editorial E. Giraud y en 1886 creó la suya propia, la Nouvelle Librairie. Publicó obras importantes, como Les quarante médaillons de l'Académie française de Barbey d'Aurevilly; L'Agonie et Byzance, de Jean Lombard; Sixtine, de Remy de Gourmont; Un brelan d'ex-communiés et Christophe Colomb devant les taureaux, de Léon Bloy; Biribi, discipline militaire, de Georges Darien; Vieux, de Albert Aurier; En Décor, de Paul Adam; Le Bilatéral et Le Termite, de Rosny; Elève-Martyr, de Marcel Luguet, etc. Tuvo en custodia La Neva, de Louis Dumur, que apareció en San Petersburgo y en sus catálogos figuraban fondos de traducciones al francés desde poetas decadentes portugueses a Henrik Ibsen. Causó escándalo la aparición de La France juive de Édouard Drumont, editado por él. Los numerosos procesos judiciales a causa de las polémicas obras que publicaba terminaron por dar al traste con su fortuna y su editorial y vendió su fondo a la editorial Stock. Hizo descubrir a los franceses la obra de Ibsen y Lermontov, y sobre todo el teatro de August Strindberg. Entonces se dedicó a la traducción pasando días enteros en la Biblioteca Nacional; llegó a traducir (de forma libérrima, pero con buen estilo) casi cien títulos: del inglés al francés (Edgar Allan Poe, Arthur Conan Doyle, Rudyard Kipling, Thomas de Quincey, Theodore Roosevelt, Oscar Wilde, Algernon Charles Swinburne, Andrew Carnegie) y del español y catalán al francés (por ejemplo, El comendador Mendoza de Juan Valera (1885) y obras de Emilia Pardo Bazán, Narcis Oller y el citado Jacinto Verdaguer. Escribió además crítica literaria importante, como Les Etapes d'un naturaliste, impressions et critique o Le Naturalisme en Espagne (París: E. Giraud, 1886) -"El naturalismo en España"-, donde interpreta que "el Naturalismo en España fue siempre espiritualista, a menudo católico y jamás pesimista"; también colaboró en La Nouvelle Revue y publicó une suerte de autobiografía, Mes procès.

## Fuente
- Esteban Gutiérrez Díaz-Bernardo, "Introducción" a Albert Savine, Le naturalisme en Espagne · El naturalismo en España, edición bilingüe, traducción, introducción, notas y apéndices de Esteban Gutiérrez Díaz-Bernardo. Vigo: Editorial Academia del Hispanismo, 2009.

- Datos: Q2831539
- Multimedia: Albert Savine / Q2831539